# The Newton Brothers
Andy Grush et Taylor Newton Stewart, connus sous le nom de The Newton Brothers, sont des compositeurs américains de musique de film.
Ils sont principalement connus pour leur collaboration avec le réalisateur Mike Flanagan.

## Filmographie

### Cinéma

#### Longs métrages
- 2007 : Quench de Zack Parker
- 2007 : Wasting Away de Matthew Kohnen
- 2008 : Shades of Ray de Jaffar Mahmood
- 2009 : Dear Jack (documentaire) de Joshua Morrisroe et Corey Moss
- 2009 : Adopted de Pauly Shore
- 2010 : High School de John Stalberg Jr.
- 2010 : Revolución (film collectif)
- 2010 : Magic Man de Stuart Cooper
- 2010 : Walking with the Promise de Sean Blodgett (vidéo)
- 2011 : Detachment de Tony Kaye
- 2011 : Scalene de Zack Parker
- 2011 : Braqueurs (Setup) de Mike Gunther (en)
- 2012 : Hijacked de Brandon Nutt
- 2013 : Linsanity (documentaire) de Evan Jackson Leong
- 2013 : Diving Normal de Kristjan Thor
- 2013 : Hairbrained de Billy Kent
- 2013 : American Stories de Wayne Kramer
- 2013 : The Mirror (Oculus) de Mike Flanagan
- 2013 : Proxy de Zack Parker
- 2013 : Life of Crime de Daniel Schechter
- 2014 : The Road Within de Gren Wells
- 2014 : The Prince de Brian A. Miller
- 2014 : Catch Hell de Ryan Phillippe
- 2014 : See No Evil 2 de Jen Soska et Sylvia Soska
- 2015 : Manipulation (Careful What You Wish For) de Elizabeth Allen Rosenbaum
- 2015 : Chloe & Theo de Ezna Sands
- 2015 : Vendetta de Jen Soska et Sylvia Soska
- 2015 : The Runner de Austin Stark
- 2016 : Pas un bruit (Hush) de Mike Flanagan
- 2016 : Ne t'endors pas (Before I Wake) de Mike Flanagan
- 2016 : The Duke (Urge) de Aaron Kaufman
- 2016 : Amateur Night de Lisa Addario et Joe Syracuse
- 2016 : Blood in the Water (Pacific Standard Time) de Ben Cummings et Orson Cummings
- 2016 : Ouija : les origines (Ouija: Origin of Evil) de Mike Flanagan
- 2017 : The Bye Bye Man de Stacy Title
- 2017 : Open Water 3: les abîmes de la terreur (Open Water 3: Cage Dive) de Gerald Rascionato
- 2017 : Jessie (Gerald's Game) de Mike Flanagan
- 2018 : Family Blood de Sonny Mallhi
- 2018 : Évasion 2 : Le Labyrinthe d'Hadès (Escape Plan 2: Hades) de Steven C. Miller
- 2018 : Extinction de Ben Young
- 2019 : Mary de Michael Goi
- 2019 : Doctor Sleep de Mike Flanagan
- 2019 : 64 minutes chrono (Line of Duty) de Steven C. Miller
- 2020 : The Grudge de Nicolas Pesce
- 2023 : Five Nights at Freddy's d'Emma Tammi
- 2024 : The Life of Chuck de Mike Flanagan
- 2025 : Fear Street: Prom Queen de Matt Palmer

#### Courts métrages
- 2008 : The Fork
- 2008 : Indivisible
- 2009 : The Sign
- 2010 : Photographs
- 2011 : Escape from City 17: Part 2
- 2012 : Firefly
- 2014 : Gone Fishing
- 2014 : Voice
- 2014 : The Man in the Can (documentaire)
- 2015 : The Listing
- 2015 : Coward
- 2015 : King Ripple
- 2015 : Conventional
- 2015 : Wolf Who Cried Boy
- 2015 : AFK

### Télévision

#### Séries télévisées
- 2007 : Connected (7 épisodes)
- 2008 : Maui Chopper (série télévisée documentaire)
- 2014 : Courtside (6 épisodes)
- 2015 : Chasing Life (10 épisodes)
- 2017 : Dirk Gently, détective holistique (Dirk Gently's Holistic Detective Agency) (10 épisodes)
- 2018 : Falling Water (10 épisodes)
- 2018 : Into the Dark (épisode The Body)
- 2018 : The Haunting of Hill House (10 épisodes)
- 2020 : The Haunting of Bly Manor (9 épisodes)
- 2021 : Sermons de Minuit (7 épisodes)
- 2022 : The Midnight Club (10 épisodes)
- 2023 : La Chute de la Maison Usher (8 épisodes)
- 2024 : X-Men ’97 (10 épisodes)
- 2025 : Daredevil: Born Again

#### Téléfilms
- 2012 : Donjons et Dragons 3 : Le Livre des ténèbres (Dungeons & Dragons: The Book of Vile Darkness) de Gerry Lively
- 2017 : The Haunted de Loni Peristere